# Murbach (dopływ Lauchu)
Murbach (fr. ruisseau de Mubach) – mały ciek wodny w płd.-wsch. Alazacji, w regionie Grand Est, w departamencie Górny Ren, prawy dopływ rzeki Lauch w miejscowości Buhl, należący do lewobrzeżniego dorzecza Renu. Od źródeł na wsch. stoku masywu Grand Ballon na wysokości 851 m płynie doliną Vallon de Murbach do ujścia na wysokości 319 m do Lauchu w dolinie Florival; długość Murbachu wynosi 6,3 km. Jego bieg leży w obrębie trzech gmin: Murbach, Buhl i Guebwiller, przy czym początkowy odcinek w gminie Murbach jest najdłuższy i wynosi 3,3 km.
Spotykana jest także dla Murbachu nazwa Breitenbachrunz. Ze względu na różną przynależność państwową tego obszaru w przeszłości nazwa ‘Murbach’ ma odrębne wymowy: niemiecką, francuską i alzacką.

Nad Murbachem w jego środkowym biegu (w gminie Murbach) położone było opactwo książęce Murbach, po którym do dziś zachowana jest wsch. część kościoła opackiego pw. św. Leodegara. Jest to wybitny zabytek alzackiej architektury romańskiej i jako taki włączony do Alzackiego Szlaku Romańskiego.

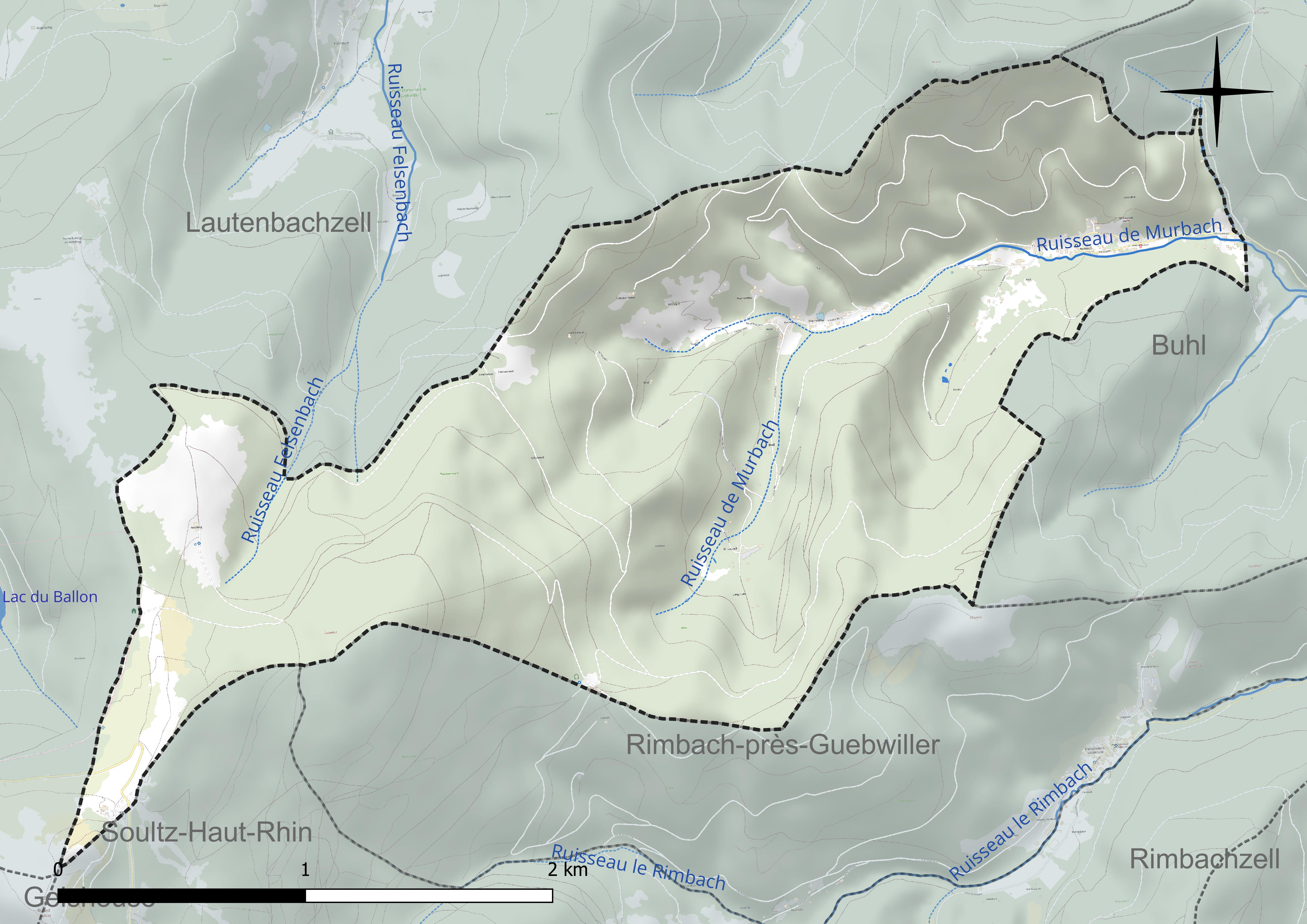
Źródła i góry bieg w obrębie gminy Murbach
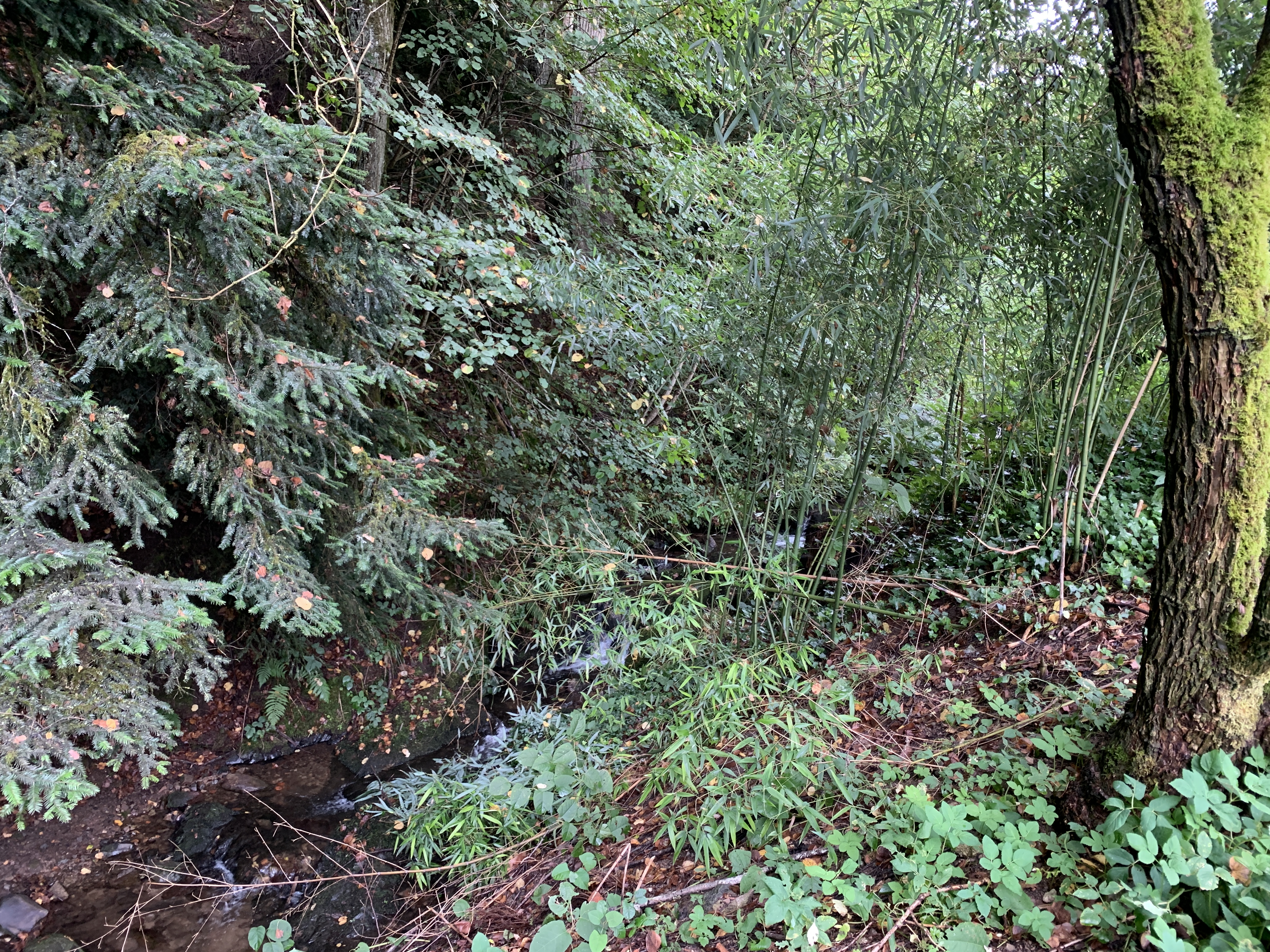
Przy kościele Leodegara we wsi Murbach
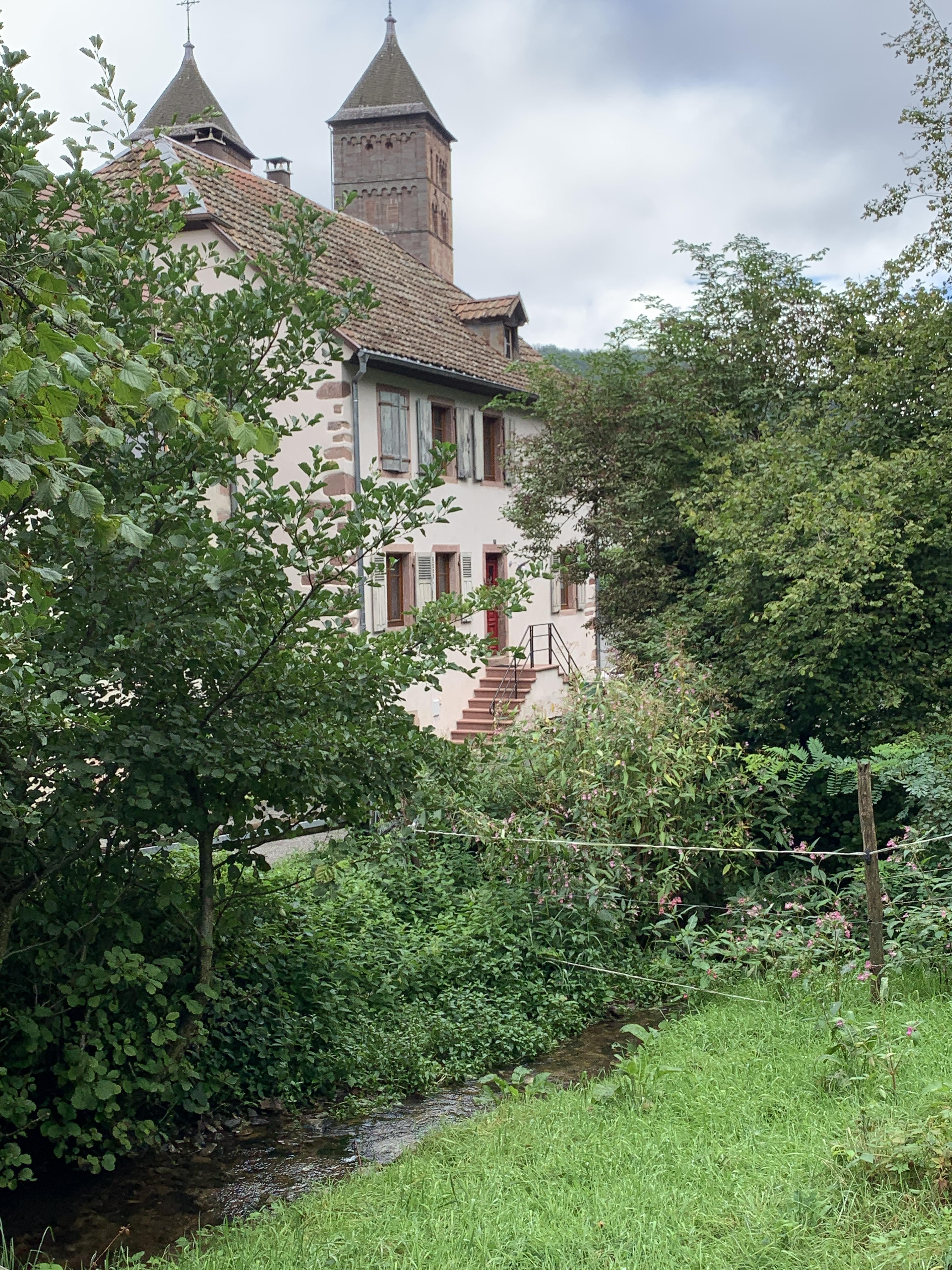
We wsi Murbach, w tle wieże kościoła Leodegara
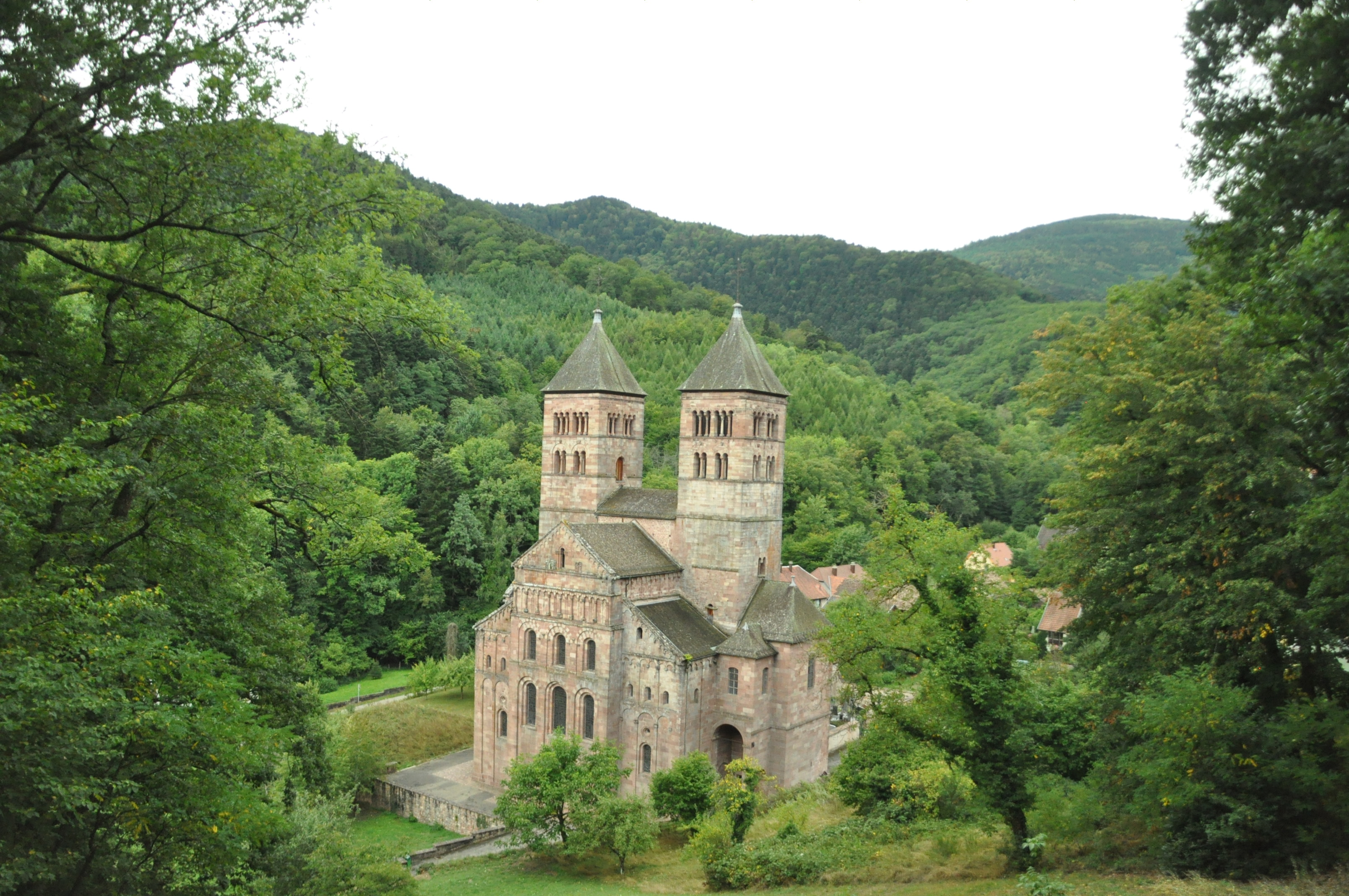
Widok znad kościoła Leodegara w górę doliny potoku Murbach
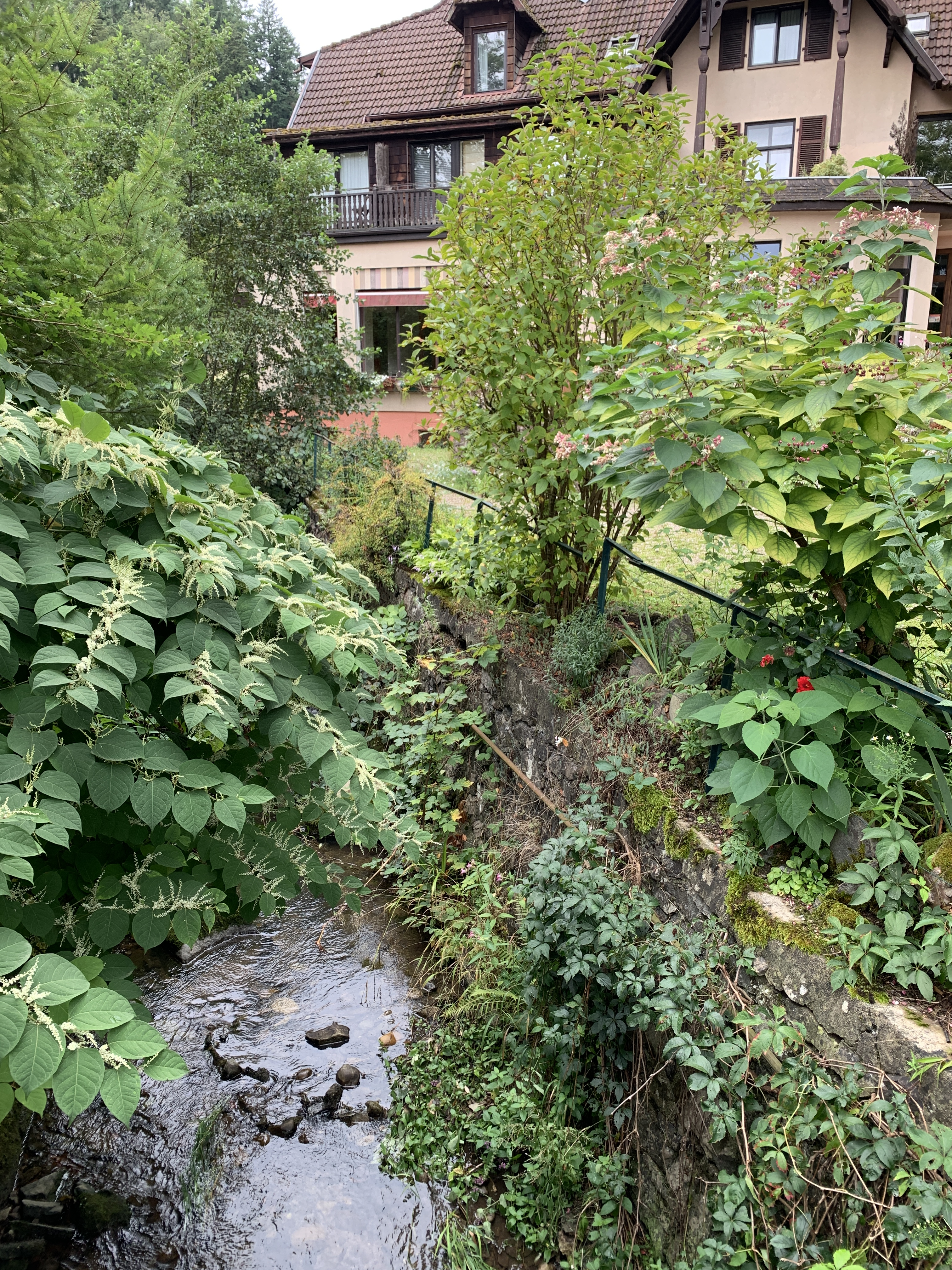
Przy (hotelu i moście) Saint-Barnabé
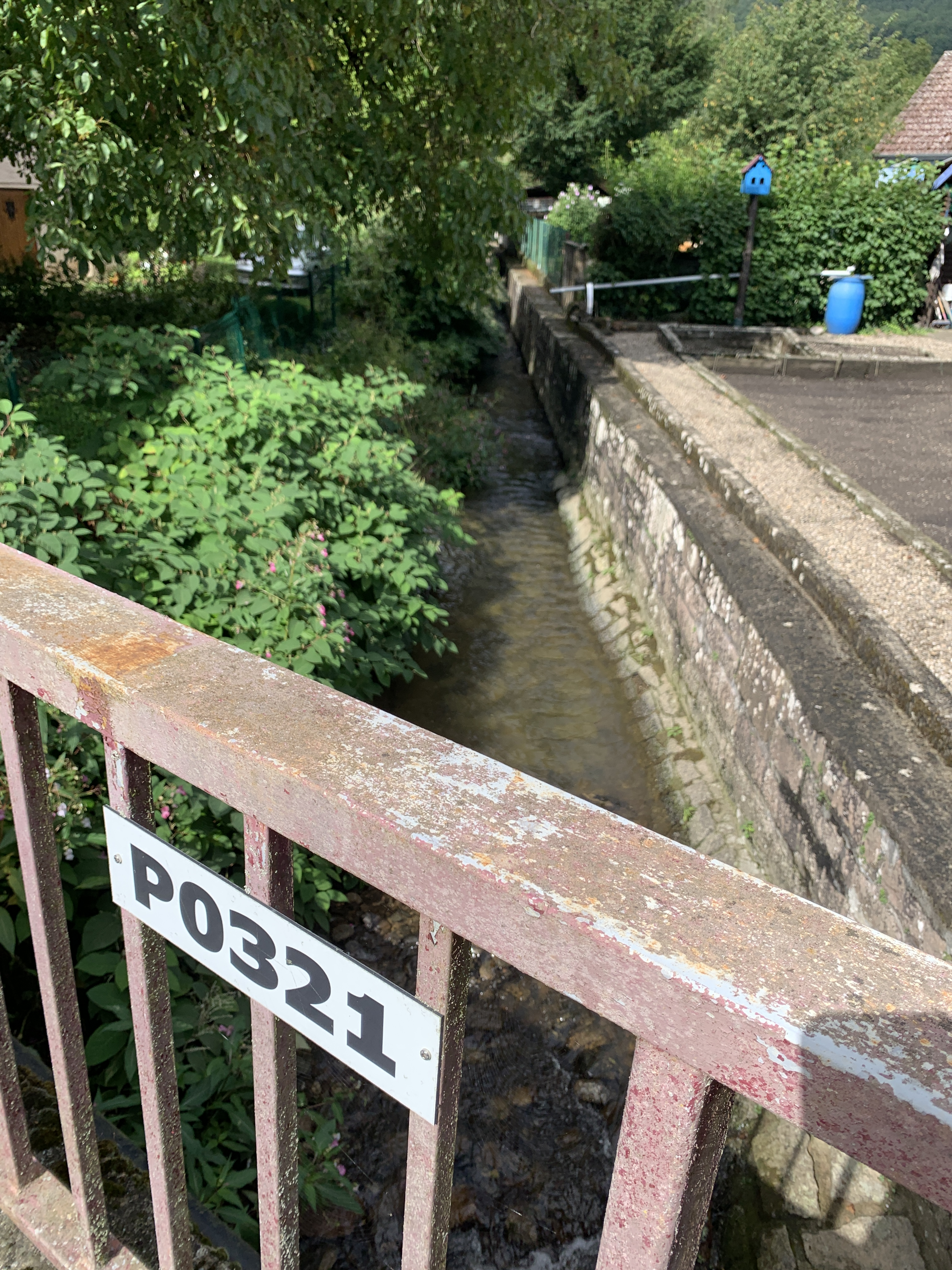
Wpływający do doliny Florival w Buhl